# Robert Eno
Robert Eno (1949 –) (kínai neve pinjin hangsúlyjelekkel: Yī Ruòbó 伊若泊) amerikai sinológus, a bloomingtoni Indianai Egyetem nyugalmazott docense.

## Élete és munkássága
Robert Eno a Michigani Egyetemen szerzett doktori fokozatot 1984-ben. Jelenleg a bloomingtoni Indiana Egyetem nyugalmazott docense, ahol a Történelem Tanszéken, valamint a Távol-keleti Nyelvek és Kultúrák Tanszéken tart előadásokat. Fő kutatási területe a korai kínai történelem, a Csin-kor előtti kínai írás – különös tekintettel a jóslócsont-írásra – paleográfiai vizsgálata, valamint a kínai filozófia.

## Főbb művei
- The Confucian Creation of Heaven: Philosophy and the Defense of Ritual Mastery. Albany: SUNY Press, 1990
- "Was There a High God Ti in Shang Religion?" (1990)
- "Cook Ding's Dao and the Limits of Philosophy" (1996)
- "Selling Sagehood: The Philosophical Marketplace in Ancient China" (1997)
- "Casuistry and Character in the Mencius" (2002)
- "The Background of the Kong Family of Lu and the Origins of Ruism" (2003)
- "Shang State Religion and the Pantheon of the Oracle Texts" (2008)